# Coelioxys bisoncornua
Coelioxys bisoncornua är en biart som beskrevs av Hill 1936. Coelioxys bisoncornua ingår i släktet kägelbin, och familjen buksamlarbin. Inga underarter finns listade i Catalogue of Life.